# Maximianus

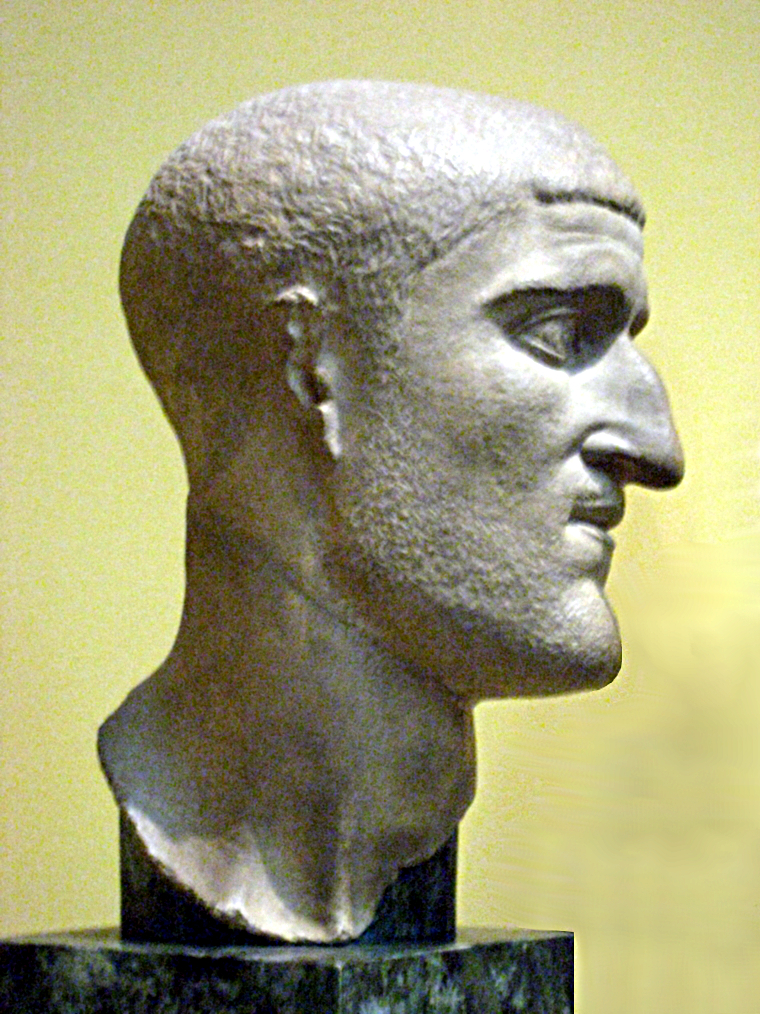
Flavius Constantius, Maximianus' pretoriaanse prefect en de echtgenoot van zijn (stief)dochter Theodora. Constantijn de Grote was Constantius' zoon uit zijn afgebroken huwelijk met Helena. Maximianus hielp Flavius Constantius in het zadel en werd later door diens zoon Constantijn afgezet.

Marcus Aurelius Valerius Maximianus Herculius (ca. 250 - juli 310) was een Romeins keizer van lente 286 tot 1 mei 305.

## Jeugd
Maximianus werd geboren in mogelijk 249 of 250 in Sirmium. Hij maakte carrière in het leger, waar hij bevriend was met Diocletianus. Hij diende in de legers van onder andere Aurelianus, Probus en Carus. Maximianus was getrouwd met Eutropia, en had met haar twee kinderen: Maxentius en Fausta. Een andere dochter, Theodora, was mogelijk een stiefdochter.

## Benoeming tot Caesar
Diocletianus, sinds 284 keizer, besloot dat het rijk te groot was om alleen te regeren. Daarom benoemde hij in 285 Maximianus tot Caesar en een jaar later tot medekeizer Augustus. Diocletianus bestuurde het oosten en Maximianus het westen.
In 289 scheidde Constantius, pretoriaanse prefect en een belangrijke legeraanvoerder van Maximianus, van zijn vrouw (of concubine) Helena, die van eenvoudige komaf was (ze wordt stalmeid en herbergierster genoemd) en trouwde met Maximianus' (stief)dochter Theodora. Helena trok daarop met haar zoon naar Diocletianus' hof in Nicomedia.
1 Maart 293 benoemde Diocletianus twee Caesars, Galerius en Constantius I Chlorus om respectievelijk hemzelf en Maximianus te ondersteunen, en als hun opvolgers. Deze leiderstructuur wordt de Tetrarchie genoemd.
Maximianus had veel problemen met invallen van Germanen en een muitende vloot, onder leiding van usurpator Carausius. Pas in 296 wist Constantius Carausius' opvolger Allectus definitief te verslaan.
Maximianus zelf was ook actief als legeraanvoerder, onder andere tussen 284 en 286 in naam van Diocletianus met Carausius tegen de Bagaudae in Gallia. Maximianus zou volgens de legende in 287 het Thebaanse Legioen onder aanvoering van de zwarte Egyptenaar Mauritius hebben laten terechtstellen bij Agaunum (Saint-Maurice, Zwitserse Alpen). Daarbij kwamen ook Candidus en Exuperius als martelaren om het leven en zij werden net als Mauritius heilig verklaard.
Ook voerde Maximianus oorlog tegen de Moren in Spanje en in 297-298 in Mauretania (Noord-Marokko, Algerije). Hij leverde strijd tegen Frankische piraten en binnenvallende Moren: de Bavares en Quinquegentiani (volk van vijf stammen). Hij doodde velen van hen en dreef de overgebleven Moren naar het Atlasgebergte en de Sahara. Maximianus werd hier voor redditor lucis aeternae (hersteller van het eeuwige licht) genoemd. De centurion en heilig verklaarde Marcellus van Tanger stierf in 298 de martelaarsdood in verband met de viering van Maximianus' verjaardag en Marcellus' weigering om daarbij aan de Romeinse goden te offeren. Maximianus hield 10 maart zijn triomftocht in Carthago en begin 299 in Rome.

## Aftreden en rol in usurpatie van zijn zoon
Op 1 mei 305 gaven zowel Diocletianus als Maximianus het purper op en traden af. Van Maximianus was dit mogelijk niet geheel vrijwillig, maar onder druk van Diocletianus zwichtte hij toch. De beide keizers gingen met pensioen.
Augustus Galerius benoemde Severus II en zijn neef Maximinus als Caesars.
Constantius Chlorus stierf 25 juli 306 en hij werd opgevolgd door zijn zoon Constantijn, niet als Augustus, maar als Caesar. Galerius maakte Severus tot Augustus. Maxentius, Maximianus' zoon en kroonpretendent, werd genegeerd en noch als Augustus noch als Caesar benoemd.
Maximianus kon niet lang van zijn rust genieten: op 28 oktober 306 werd zijn zoon Maxentius onrechtmatig tot keizer verklaard. Om toch wat legitimiteit te verkrijgen liet Maxentius zijn vader hem erkennen als keizer. Keizer Galerius weigerde, en stuurde zijn medekeizer Severus II naar het westen. Maxentius verklaarde zijn vader daarop tot medekeizer.
Maximianus zag dat er problemen op komst waren en zocht bondgenoten. Daartoe liet hij Caesar Constantijn (de Grote) trouwen met zijn dochter Fausta. Constantijn wilde niet meewerken aan een burgeroorlog. Daarop probeerde hij Maxentius van de troon te stoten in 308. Dit mislukte, evenals een poging om Diocletianus weer keizer te laten willen worden.
Op 11 november 308 riep Galerius Diocletianus en Maximianus in Carnuntum bijeen om de politieke instabiliteit te bespreken. Maximianus moest opnieuw aftreden en Licinius, een militaire kameraad van Galerius, werd tot Augustus van het Westen benoemd.
Maximianus keerde begin 309 terug naar Constantijn in Gallia. Zowel Constantijn als Maximianus werden begin 310 tot Augusti bevorderd, zodat er nu vier Augusti waren: Galerius, Licinius, Constantijn en Maximianus.

## Overlijden
Maximianus werd aan Constantijns hof met respect behandeld, maar had niets te vertellen. Om daar wat aan te doen probeerde hij Constantijns keizerschap te veroveren in 310, toen de Franken aanvielen en Constantijn weg was om ze te verslaan. Constantijn keerde snel terug en versloeg Maximianus, maar liet hem in leven.
Maximianus was, volgens Constantijns latere lezing, zo boos over zijn nederlagen dat hij probeerde Constantijn te laten vermoorden in bed. Dit mislukte omdat zijn dochter Fausta de kant koos van haar echtgenoot. Eind juli was Maximianus dood, door zelfmoord of in opdracht van Constantijn: hij had zich op bevel van Constantijn verhangen. Maxentius wierp zich op als wreker van zijn vermoorde vader. Toen Eutropia verklaarde dat Maxentius niet Maximianus' zoon was, werd Maximianus vergoddelijkt (tot divus gemaakt) en herinnerd (met Constantius Chlorus en Claudius Gothicus) als een van de drie grote voorgangers van Constantijn.
Maxentius werd in 312 door Constantijn verslagen en kwam om het leven in de Slag bij de Milvische Brug. Om onopgehelderde redenen werd Fausta in 326 door Constantijn omgebracht. Theodora's zonen Flavius Dalmatius, Julius Constantius en Hannibalianus kwamen om bij de 'grote zuivering' na Constantijns overlijden in 337.